# Filialkirche hl. Laurentius

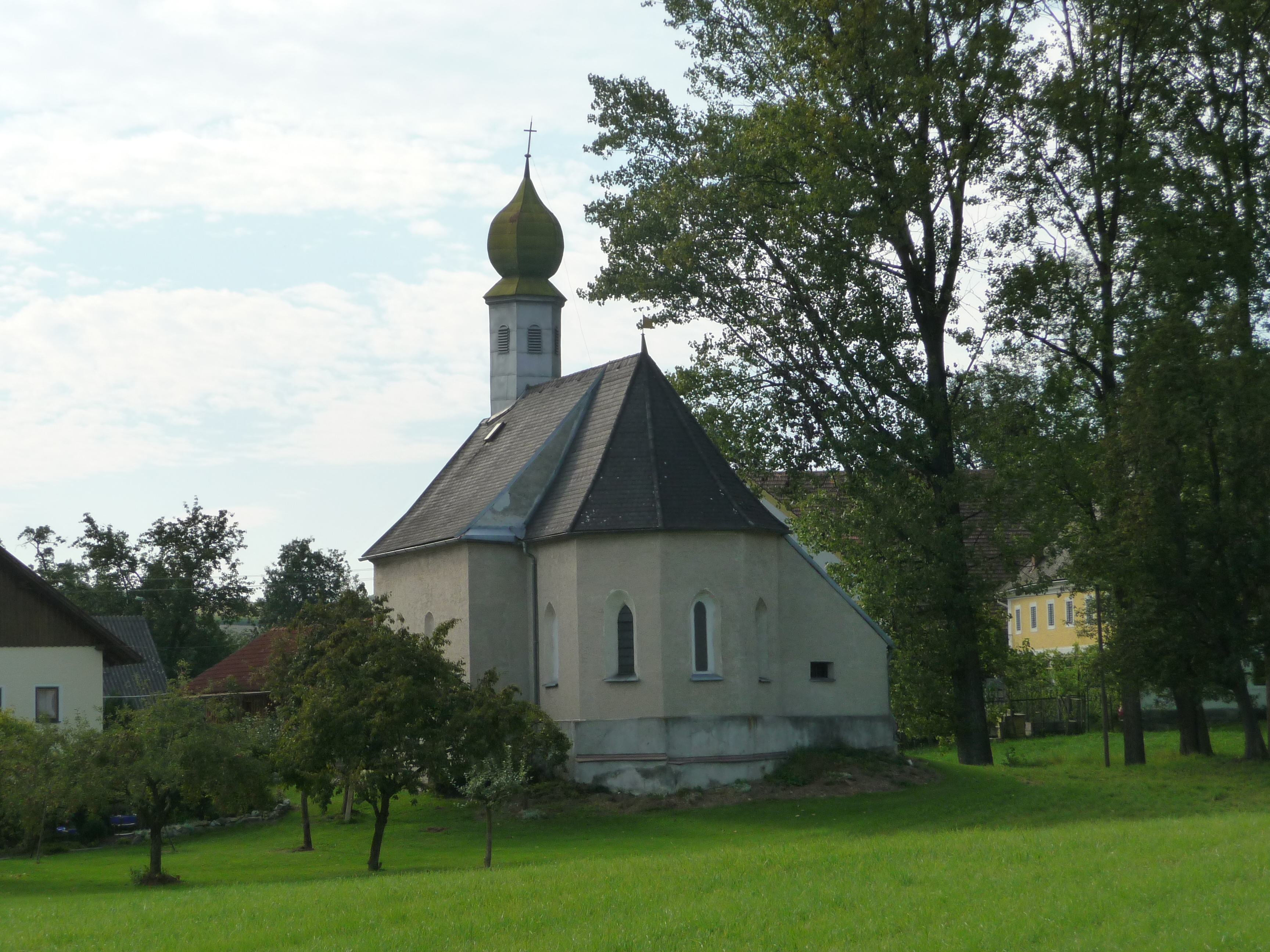
Außenansicht der Filialkirche hl. Laurentius in Wagholming

Die Filialkirche hl. Laurentius in liegt in der Ortschaft Wagholming in der Gemeinde Taufkirchen an der Pram. Sie ist eine Filialkirche der Pfarre Taufkirchen an der Pram und gehört zum Dekanat Andorf der Diözese Linz.

## Geschichte
Die Kirche wurde wahrscheinlich im 11. oder 12. Jahrhundert durch ein damals im Ort Wagholming ansässiges Adelsgeschlecht, die Wagholminger, errichtet. Sie treten in Urkunden des Klosters Vornbach unter anderem mit Chonrad von Wikalmingen im Jahr 1140 und mit Eginscalk von Waekhalmingen im Jahr 1170 in Erscheinung. Die Instandhaltung der Filialkirche in Wagholming unterstand seit jeher den Besitzern des nahegelegenen Schlosses Schwendt. In den Jahren 1716 und 1717 wurde die Kirche mit einem neuen Hochaltar, zwei Seitenaltären und einer Kanzel versehen. Im Jahr 1720 wurde die hölzerne Decke durch ein barockes Gewölbe, und das ausgetretene Ziegelpflaster durch ein Marmorpflaster ersetzt.
Jüngst erfolgte eine restauratorische Generalsanierung.
Im April 2011 wurden Vorarbeiten für eine Renovierung der Filialkirche, insbesondere des Dachreiters mit Zwiebelhelm, geleistet. Bei der Renovierung wurde die bisherige Eindeckung des Zwiebelhelms mit grün lackiertem Blech durch eine Deckung aus Lärchenholzschindeln ersetzt. Am 4. Mai 2012 wurde im Zuge der Gleichenfeier der renovierten Zwiebelhelm angebracht, und am Fronleichnamstag (7. Juni 2012) fand schließlich die feierliche Neueröffnung und Segnung der Filialkirche statt.

## Baubeschreibung
Das Langhaus der Filialkirche ist zweijochig, gewölbt mit böhmischen Kappen über Korbbögen. Der Chor stammt noch aus der Zeit der Gotik. Er hat einen 3/8-Schluss, die Spitzbogenfenster sind ohne Maßwerk. 

## Einrichtung

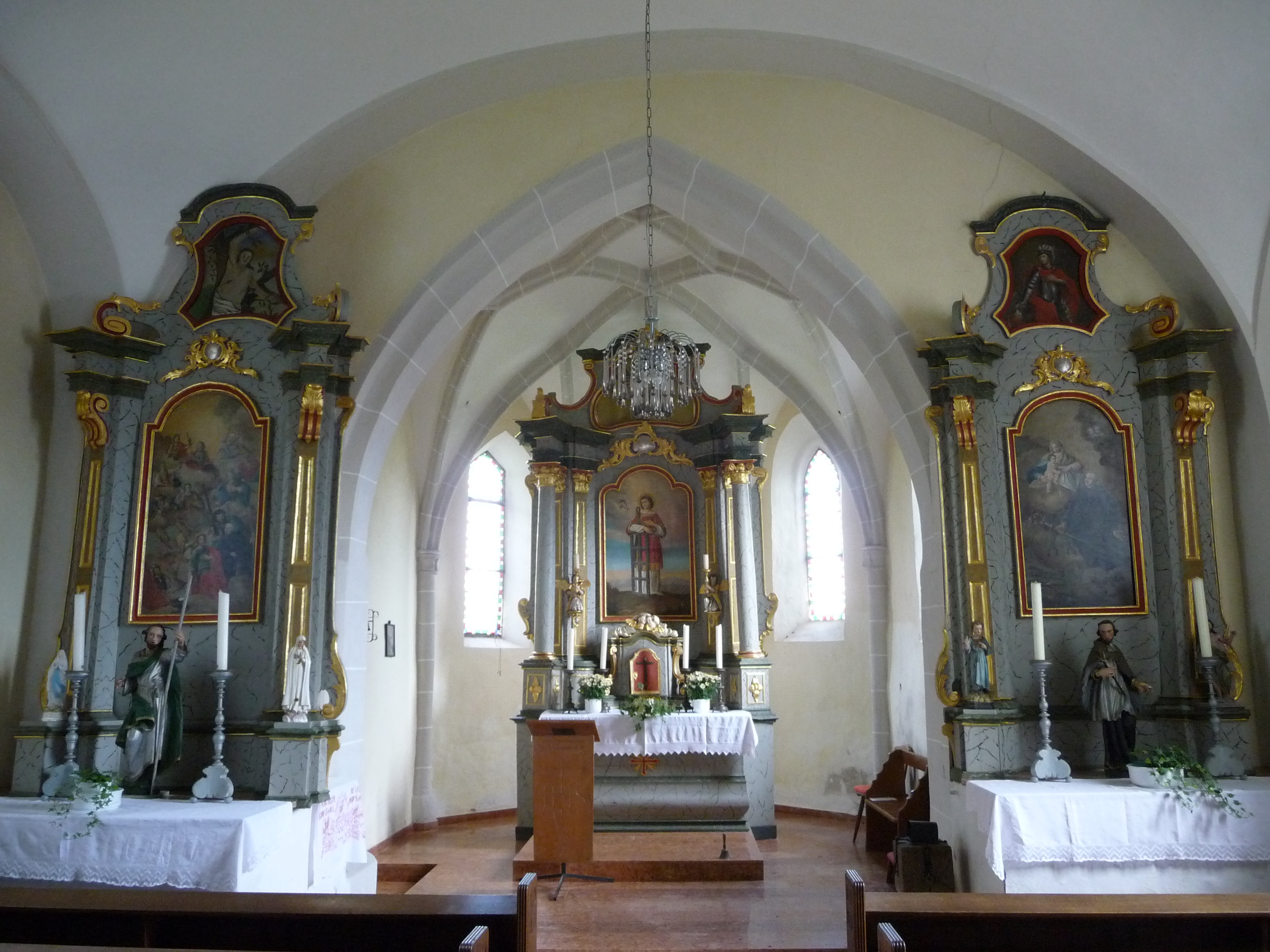
Innenansicht

Die Einrichtung stammt einheitlich aus dem 18. Jahrhundert. Das Altarbild des Hochaltars zeigt den Patron der Kirche, den heiligen Laurentius. Der linke Seitenaltar ist, wie das Altarbild zeigt, den 14 Nothelfern geweiht. Im Altarauszug befindet sich ein kleines Bild des heiligen Sebastian. Der rechte Seitenaltar trägt das Bild des heiligen Leonhard, sein Auszug enthält ein kleines Bild des heiligen Florian. 

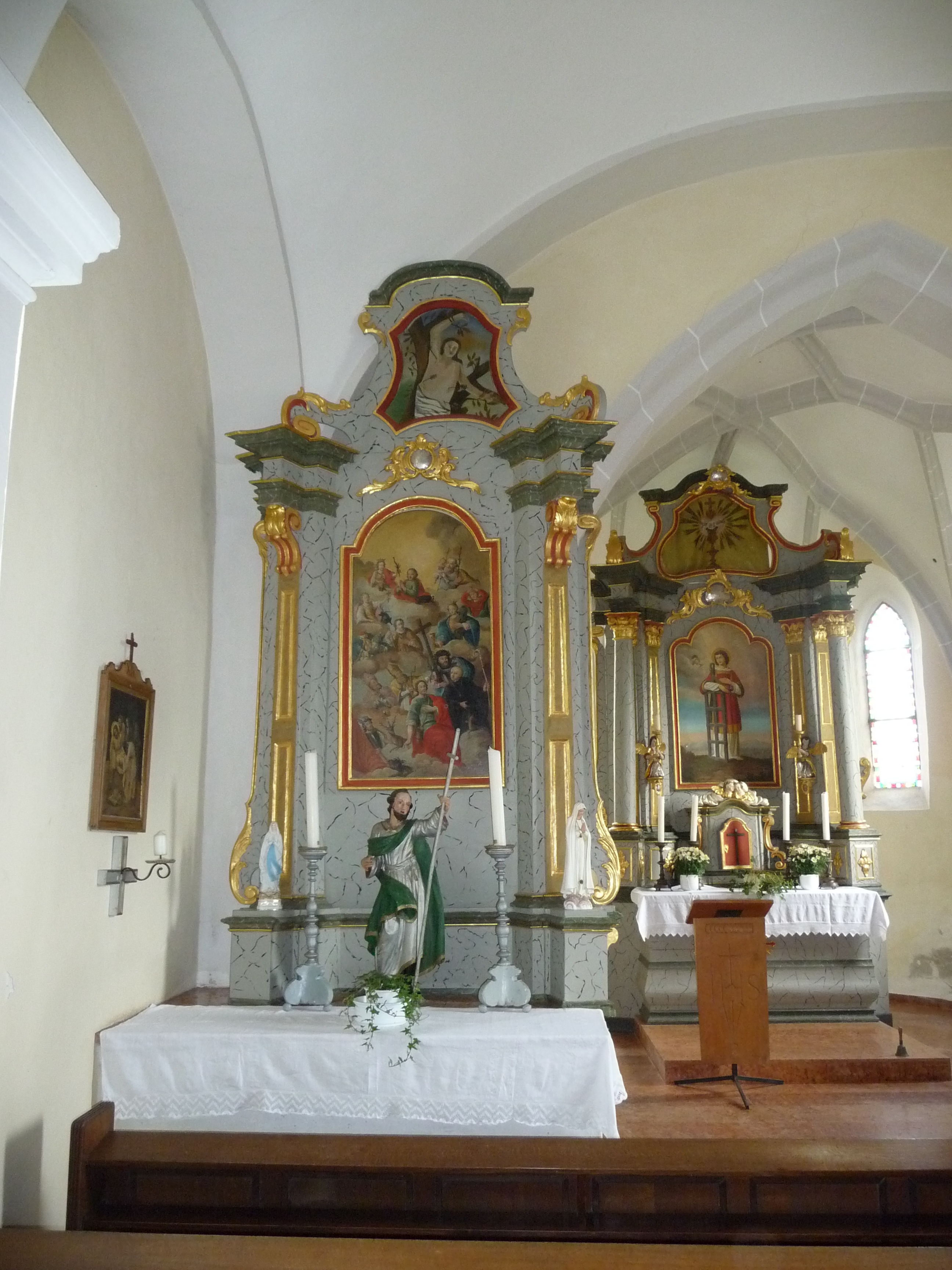
Linker Seitenaltar
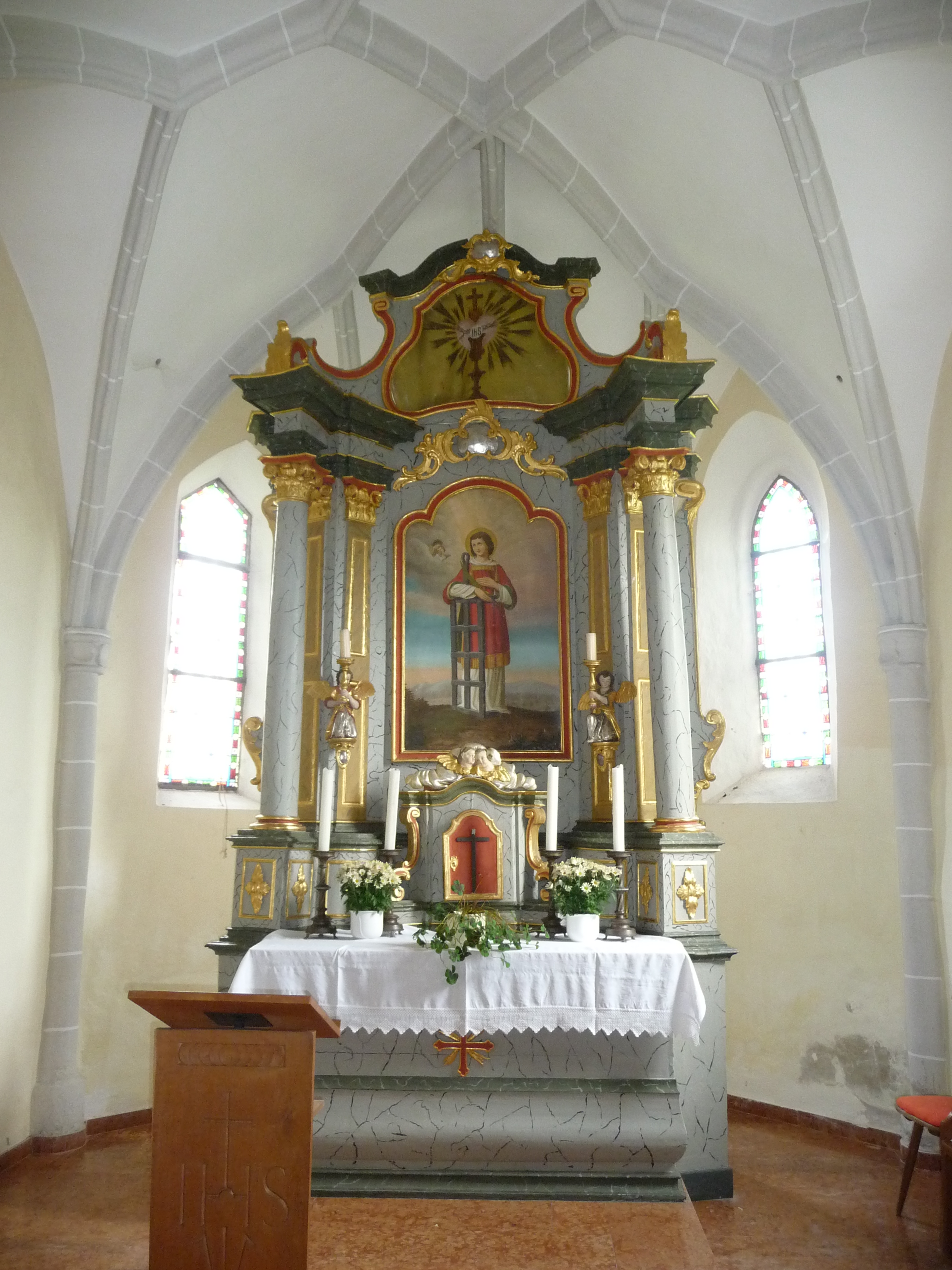
Hochaltar
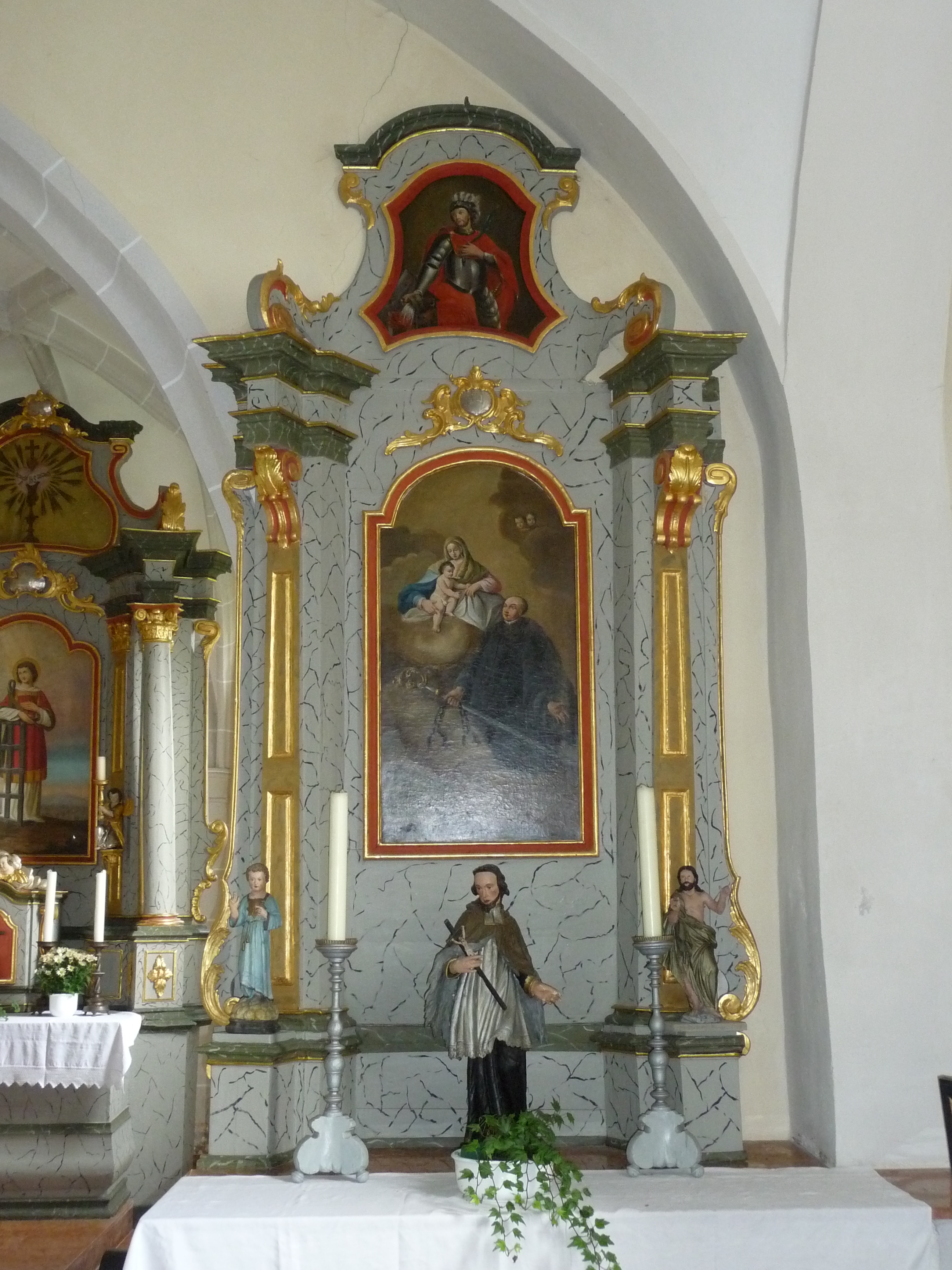
Rechter Seitenaltar